# Оргебас
Оргебас (каз. Өргебас, до 2000 года — Кирово) — село в Мактааральском районе Туркестанской области Казахстана. Входит в состав Жанажолского сельского округа. Код КАТО — 514455400.

## Население
В 1999 году население села составляло 1012 человек (518 мужчин и 494 женщины). По данным переписи 2009 года, в селе проживало 1505 человек (746 мужчин и 759 женщин).